# Gliese 382
Gliese 382 (GJ 382 / HIP 49986 / G 162-25) es una estrella de magnitud aparente +9,26.
Encuadrada en la constelación de Sextans, el sextante, visualmente se localiza 3,5 grados al sur de α Sextantis.
Se encuentra a 25,7 años luz del sistema solar y las estrellas conocidas más cercanas a ella son Gliese 381 y Gliese 393, situadas respectivamente a 2,4 y 3,3 años luz de distancia.
Gliese 382 es una enana roja de tipo espectral M2.0V.
Tiene una temperatura efectiva de 3446 K y una masa equivalente al 56 % de la masa del Sol.
Su luminosidad bolométrica —que incluye una importante fracción de radiación emitida como luz infrarroja— es igual al 6,8 % de la luminosidad solar.
La medida de su diámetro angular —0,685 milisegundos de arco— permite evaluar su diámetro real, siendo éste algo más grande que la mitad del radio solar.
Gira sobre sí misma con una velocidad de rotación proyectada —límite inferior de la misma— de 1,3 km/s.
Presenta una metalicidad —abundancia relativa de elementos más pesados que el helio— comparable a la solar ([Fe/H] = +0,07).